# Albatros D.II
El Albatros D.II fue un biplano de caza alemán de la Primera Guerra Mundial. Después de un exitoso historial fue reemplazado por el Albatros D.III.

## Diseño y desarrollo
Los diseñadores de Albatros, Robert Thelen, R. Schubert y Gnädig produjeron el D.II en respuesta a la queja de los pilotos del Albatros D.I acerca de la pobre visión superior que este mostraba. La solución fue el reposicionamiento de la ala superior, 14 pulgadas más pegada al fuselaje y ligeramente desplazada hacia delante. El reacondicionamiento de las dimensiones de la cabina también incrementó la visión delantera del piloto. El D.II mantuvo el mismo fuselaje, motor y armamento del D.I, así el comportamiento de la nave se mantuvo sin cambios. La Idflieg pidió un lote inicial de 100 unidades D.II para agosto de 1916.
En noviembre de 1916, la Idflieg prohibió el uso de los radiadores "de oreja" Windhoff, emplazados entre las alas, ya que estaban situados a una altura inferior al motor que enfriaban y era fácil que un disparo dañara todo el sistema de drenaje. Por este motivo, las unidades posteriores a esta fecha utilizaron radiadores Teeves & Braun en la sección central del ala superior.

## Operadores
Imperio alemán
- Luftstreitkräfte

 Imperio austrohúngaro
- Luftfahrtruppen

 Polonia
- Fuerza Aérea Polaca, después de la guerra.

## Historia operacional
Los Albatros D.II formaron parte del equipamiento inicial de la Jagdstaffel 2 (Jasta 2), el primer escuadrón de caza especializado en el servicio aéreo alemán. Famosos pilotos la integraban, entre ellos Oswald Boelcke y Manfred von Richthofen. Con su mayor velocidad y su pesado armamento, el D.II retomó la superioridad aérea de los desfasados Airco DH.2 y Nieuport 11.
Albatros construyó 200 unidades D.II. La fábrica LGV (Luft-Verkehrs-Gesellschaft) produjo otras 75 unidades bajo licencia. El mayor número de unidades operativas se alcanzó en enero de 1917, con 214 máquinas en servicio. El D.II se mantuvo operativo en casi todo 1917. Al 30 de junio de 1917, 72 aeronaves se encontraban en el inventario de la línea del frente.
La fábrica Oeffag (Oesterreichische Flugzeugfabrik AG) también construyó el D.II para la Luftfahrtruppen austro-húngara. Las máquinas austriacas utilizaban un motor Austro-Daimler de 185 hp. Oeffag produjo sólo 16 unidades antes de cambiar a la producción del modelo Albatros D.III.

## Especificaciones (D.II)

### Características generales
- Tripulación: 1
- Longitud: 7'40
- Envergadura: 8'50
- Altura: 2'95
- Superficie alar: 24'50
- Peso vacío: 637 kg (1403,9 lb)
- Peso cargado: 888 kg (1957,2 lb)
- Planta motriz: 1×  Mercedes D.III.
  - Potencia: 119 kW (164 HP; 162 CV)

### Rendimiento
- Velocidad máxima operativa (Vno): 175 km/h (109 MPH; 94 kt)
- Alcance: 1,5 horas
- Techo de vuelo: 5180 m (16 995 ft)
- Régimen de ascenso: 3 m/s (591 ft/min)

### Armamento
- Armas de proyectiles: 2 x ametralladora 7,92 mm LMG 08/15 frontales

### Desarrollos relacionados
- Albatros D.I

### Aeronaves similares
- Nieuport 11

### Listas relacionadas
- Anexo:Cazas de la Primera Guerra Mundial
- Anexo:Biplanos